# Boral
Boral – spiek aluminium z węglikiem boru B4C (35–55%). Bardzo silnie pochłania neutrony nie wytwarzając przy tym wtórnego promieniowania gamma. Z tego powodu używa się go przy budowie reaktorów jądrowych do wytwarzania prętów regulacyjnych i kompensacyjnych oraz osłon przed neutronami. Jest dobrym przewodnikiem ciepła. Ze względów chemicznych i mechanicznych obustronnie pokrywany blachą aluminiową.
Właściwości:
- gęstość: 2,43 g/cm³
- wytrzymałość na rozciąganie: 34 N/mm² (po naświetleniu neutronami termicznymi: 38 N/mm²)
- wydłużenie: 0,4%
- przewodność cieplna:
  - 37,1 kcal/(h·m·K) w temp. 93 °C
  - 28,2 kcal/(h·m·K) w temp. 260 °C